# 臨時記号
臨時記号（りんじきごう）とは、西洋音楽の楽譜記譜にあたって用いられる、変化記号（ナチュラルを含む）のうち、調号でないもの、すなわち、調号によって定められたその調の固有の音以外の音を臨時に使用するときに使う記号を指していう。（臨時記号の種類は、変化記号を参照のこと。）
調号が主として五線の左端に書かれるのに対し、臨時記号は必要に応じ、その音を示す音符のすぐ左に書かれる。ただし、その音以降の音にも効力が及ぶので（詳しくは後述）、元に戻すにはナチュラルないし必要な変化記号を元に戻す音の音符の直前に置く。
- 臨時記号の効力は、小節内のその記号以降の音にも効力を及ぼすが、全く同じ音に限られ、違うオクターブの音には効力が及ばない。ただし、違う小節でもタイで結ばれた次の音には、効力が及ぶ。
- 臨時記号は、その調号が示す音に対して相対的に変化させる記号ではない。たとえばト長調の（調号で上げられた）固有音である嬰ヘ音(F♯)を半音上げるには（シャープではなく）ダブルシャープを使い、元に戻すには（ナチュラルではなく）シャープを使う。同じく嬰ヘ音を半音下げるには（フラットではなく）ナチュラルを使い、元に戻すにはシャープを使う。
- 装飾音符に添えられる臨時記号は、一般的に小節内では全て有効である。古典ではほぼ例外なくこの読み方で正しい。しかし、ロマン派以降ではその音符のみに有効として書かれている曲があり注意を要する。また、出版譜でもミスプリントが散見されるので入念に分析する必要がある。